# Nikodem (Pustowhar)
Nikodem, imię świeckie Mykoła Hryhorowycz Pustowhar (ur. 28 grudnia 1980 w Nosówce) – biskup Ukraińskiego Kościoła Prawosławnego Patriarchatu Moskiewskiego.

## Życiorys
Urodził się w rodzinie robotniczej. W 1996 r. wstąpił do szkoły duchownej w Czernihowie. Naukę kontynuował w seminarium duchownym w ławrze Poczajowskiej, w której niósł posługę m.in. przy wypieku prosfor. Od 2005 r. przebywał w monasterze Przemienienia Pańskiego w Nowogrodzie Siewierskim (eparchia czernihowska). Tam też 18 grudnia 2005 r. złożył przed namiestnikiem monasteru,  archimandrytą Włodzimierzem (Melnykiem) wieczyste śluby mnisze z imieniem Nikodem, ku czci św. Nikodema Sprawiedliwego. W 2006 r. został przez biskupa czernihowskiego i nowogrodzko-siewierskiego Ambrożego wyświęcony na hierodiakona (24 marca) i hieromnicha (2 kwietnia).
10 października 2006 r. został dziekanem (pomocnikiem namiestnika), a 27 lipca 2007 r. (zgodnie z decyzją Świętego Synodu) – namiestnikiem monasteru Przemienienia Pańskiego w Nowogrodzie Siewierskim. W 2012 r. rozpoczął studia na Kijowskiej Akademii Duchownej. 30 kwietnia 2013 r. otrzymał godność archimandryty. W 2016 r. ukończył studia przedstawieniem pracy dyplomowej pt. „Historia monasteru Przemienienia Pańskiego w Nowogrodzie Siewierskim. Koniec XVIII–XIX w.”.
Postanowieniem Świętego Synodu, nominowany 6 grudnia 2019 r. na biskupa lubeckiego, wikariusza eparchii czernihowskiej. Chirotonia odbyła się 17 grudnia 2019 r. w cerkwi szpitalnej św. Barbary w Kijowie, pod przewodnictwem metropolity kijowskiego i całej Ukrainy Onufrego.